# Cosmophasis obscura
Cosmophasis obscura är en spindelart som först beskrevs av Eugen von Keyserling 1882.  Cosmophasis obscura ingår i släktet Cosmophasis och familjen hoppspindlar. Inga underarter finns listade i Catalogue of Life.